# مارلينه تسابف
مارلينه تسابف (بالألمانية: Marlene Zapf) مواليد 6 يناير 1990 في لانداو إن در بفالتس، ألمانيا، هي لاعبة كرة يد ألمانية تلعب كجناح أيمن. مثلت منتخب ألمانيا لكرة اليد للسيدات.

## سجل المنافسة
شاركت في البطولات التالية:
- بطولة العالم لكرة اليد للسيدات 2013
- بطولة أوروبا لكرة اليد للسيدات 2012
- بطولة أوروبا لكرة اليد للسيدات 2014

## روابط خارجية
- مارلينه تسابف على موقع الاتحاد الأوروبي لكرة اليد (الإنجليزية)